# سیارک ۵۷۸۹
سیارک ۵۷۸۹ (به انگلیسی: 5789 Sellin، نامگذاری:4018P-L) پنج هزار و هفتصد و هشتاد و نهمین سیارک کشف شده‌است که در ۲۴ سپتامبر ۱۹۶۰ کشف شد.
قدر مطلق سیارک برابر ۱۳٫۶۰ است.